# Список птахів Французьких Південних і Антарктичних Територій
Це перелік видів птахів, зафіксованих на території Французьких Південних і Антарктичних Територій. Авіфауна ФПАТ налічує загалом 86 видів, з них 3 види є ендемічними.

## Позначки
Наступні теги використані для виділення деяких категорій птахів.
- (A) Випадковий — вид, який рідко або випадково трапляється на ФПАТ
- (Е) Ендемічий — вид, який є ендеміком ФПАТ

## Гусеподібні(Anseriformes)
Родина: Качкові (Anatidae)
- Свищ короткодзьобий, Mareca marecula (E) (вимерлий)
- Шилохвіст кергеленський, Anas eatoni (Е)

## Зозулеподібні(Cuculiformes)
Родина: Зозулеві (Cuculidae)
- Зозуля звичайна, Cuculus canorus (A)

## Сивкоподібні(Charadriiformes)
Родина: Сніжницеві (Chionididae)
- Сніжниця чорнодзьоба, Chionis minor

Родина: Сивкові (Charadriidae)
- Чайка строката, Vanellus armatus (A)

Родина: Баранцеві (Scolopacidae)
- Кульон середній, Numenius phaeopus
- Грицик малий, Limosa lapponica
- Крем'яшник звичайний, Arenaria interpres
- Побережник ісландський, Calidris canutus
- Побережник червоногрудий, Calidris ferruginea
- Побережник білий, Calidris alba
- Набережник палеарктичний, Actitis hypoleucos
- Коловодник попелястий, Tringa brevipes
- Коловодник великий, Tringa nebularia

Родина: Дерихвостові (Glareolidae)
- Дерихвіст степовий, Glareola nordmanni (A)

Родина: Поморникові (Stercorariidae)
- Поморник чилійський, Stercorarius chilensis (A)
- Поморник антарктичний, Stercorarius maccormicki
- Поморник фолклендський, Stercorarius antarctica
- Поморник довгохвостий, Stercorarius longicaudus (A)

Родина: Мартинові (Laridae)
- Мартин домініканський, Larus dominicanus
- Крячок строкатий, Onychoprion fuscatus
- Крячок полярний, Sterna paradisaea
- Крячок антарктичний, Sterna vittata
- Крячок кергеленський, Sterna virgata

## Пінгвіноподібні(Sphenisciformes)
Родина: Пінгвінові (Spheniscidae)
- Пінгвін королівський, Aptenodytes patagonicus
- Пінгвін імператорський, Aptenodytes forsteri
- Пінгвін Аделі, Pygoscelis adeliae
- Пінгвін-шкіпер, Pygoscelis papua
- Пінгвін антарктичний, Pygoscelis antarctica
- Пінгвін золотоволосий, Eudyptes chrysolophus
- Пінгвін білогорлий, Eudyptes schlegeli (A)
- Пінгвін чубатий, Eudyptes chrysocome
- Eudyptes moseleyi

## Буревісникоподібні(Procellariiformes)
Родина: Альбатросові (Diomedeidae)
- Альбатрос індоокеанський, Thalassarche carteri
- Альбатрос сіроголовий, Thalassarche chrysostoma
- Альбатрос сірощокий, Thalassarche cauta
- Альбатрос баунтійський, Thalassarche salvini
- Альбатрос чорнобровий, Thalassarche melanophris
- Альбатрос бурий, Phoebetria fusca
- Альбатрос довгохвостий, Phoebetria palpebrata
- Альбатрос королівський, Diomedea epomophora
- Альбатрос мандрівний, Diomedea exulans

Родина: Океанникові (Oceanitidae)
- Океанник Вільсона, Oceanites oceanicus
- Океанник сіроспинний, Garrodia nereis
- Океанник білобровий, Pelagodroma marina (Ex)
- Фрегета білочерева, Fregetta grallaria
- Фрегета чорночерева, Fregetta tropica

Родина: Буревісникові (Procellariidae)
- Буревісник гігантський, Macronectes giganteus
- Буревісник велетенський, Macronectes halli
- Буревісник південний, Fulmarus glacialoides (A)
- Буревісник антарктичний, Thalassoica antarctica (A)
- Пінтадо, Daption capense
- Буревісник білий, Pagodroma nivea
- Тайфунник кергеленський, Aphrodroma brevirostris
- Тайфунник довгокрилий, Pterodroma macroptera
- Тайфунник м'якоперий, Pterodroma mollis
- Тайфунник реюньйонський, Pterodroma baraui (A)
- Тайфунник білоголовий, Pterodroma lessonii
- Тайфунник тихоокеанський, Pterodroma externa (A)
- Буревісник блакитний, Halobaena caerulea
- Пріон сніжний, Pachyptila turtur
- Пріон широкодзьобий, Pachyptila vittata
- Пріон малий, Pachyptila salvini
- Пріон антарктичний, Pachyptila desolata
- Пріон тонкодзьобий, Pachyptila belcheri
- Пріон товстодзьобий, Pachyptila crassirostris
- Буревісник сірий, Procellaria cinerea
- Буревісник білогорлий, Procellaria aequinoctialis
- Calonectris diomedea
- Буревісник світлоногий, Ardenna carneipes
- Буревісник великий, Ardenna gravis (A)
- Буревісник сивий, Ardenna grisea
- Буревісник рапайський, Puffinus myrtae
- Буревісник-крихітка каприкорновий, Puffinus assimilis
- Буревісник-крихітка тристанський, Puffinus elegans
- Буревісник реюньйонський, Puffinus bailloni
- Пуфінур великий, Pelecanoides urinatrix
- Пуфінур георгійський, Pelecanoides georgicus

## Сулоподібні(Suliformes)
Родина: Сулові (Sulidae)
- Сула африканська, Morus capensis (A)
- Сула австралійська, Morus serrator

Родина: Бакланові (Phalacrocoracidae)
- Баклан імператорський, Leucocarbo atriceps
- Баклан маріонський, Leucocarbo melanogenis
- Баклан кергеленський, Leucocarbo verrucosus (E)

## Пеліканоподібні(Pelecaniformes)
Родина: Чаплеві (Ardeidae)
- Квак звичайний, Nycticorax nycticorax

## Соколоподібні(Falconiformes)
Родина: Соколові (Falconidae)
- Підсоколик Елеонори, Falco eleonorae

Родина: Астрильдові (Estrildidae)
- Астрильд смугастий, Estrilda astrild (I)